# Distretto di Huancas
Il distretto di Huancas è un distretto del Perù nella provincia di Chachapoyas (regione di Amazonas) con 809 abitanti al censimento 2007 dei quali 803 urbani e 6 rurali.
È stato istituito il 5 febbraio 1861.

## Località
Il distretto è formato dall'insieme delle seguenti località:
- Huancas
- Yunga
- La Hoya
- Pacchapampa
- La Pitaya
- Cacapunta
- Maray Pampa